# 巴耶济德二世
巴耶塞特二世，又譯巴耶济德二世（1447年12月3日—1512年5月26日）是鄂圖曼帝國的蘇丹。
巴耶塞特二世在色雷斯出生，是征服者穆罕默德的兒子，他於1481年父王去世後登上王位，他被稱為蘇非(sufi)，對於宗教事務很是虔誠，他對於詩歌和冥想生活也有著濃厚興趣。巴耶塞特二世跟其父親一樣包容東西方文化。與許多蘇丹不同，巴耶塞特非常努力去確保內部政務順利地推行，所以他被冠以「正義者」的稱號。他在任內為了征服由威尼斯控制的摩里亞采邑，發動了多次戰役，海上與威尼斯共和國爆發的佐奇奧戰役則決定了鄂圖曼帝國日後成為地中海東部的海軍強權的關鍵。這些戰役的最後一役在1501年結束，巴耶塞特二世終於控制了米斯特拉斯及莫奈姆瓦夏的主要要塞。

## 王位之爭
穆罕默德二世在1481年去世後，巴耶塞特與弟弟傑姆蘇丹為王位繼承權而開戰，傑姆戰敗後逃到羅得島，向醫院騎士團尋求援助。騎士團挾持了傑姆，後來把他送到法兰西王国，其後再轉移至教宗諾森八世那裡。教宗初時打算利用傑姆作為驅逐土耳其人出歐洲的工具，卻未能成事，後來利用他作為向巴耶塞特二世談判的籌碼。傑姆被囚禁至1495年，因膿瘡惡化，在那不勒斯的一所監獄中逝世，另有人認為傑姆被一位希腊理髮師用毒匕首殺害。

## 內部叛亂
在帝國東部的叛亂，例如“紅頭”（奇茲爾巴什），在巴耶塞特任內持續多時，而且叛軍時常得到波斯沙阿伊斯邁爾一世的支持，他很熱衷推廣什葉派，以削弱信奉逊尼派的鄂圖曼帝國的統治權威。當時鄂圖曼帝國在安那托利亞的統治甚至出現危機，巴耶济德的大維齊爾（宰相）哈德姆·阿里帕夏亦在鎮壓造反者時被殺。

## 其它
巴耶塞特在1492年派遣奥斯曼海軍到西班牙，把那些被西班牙宗教裁判所驅逐的猶太人安全地送到奥斯曼帝国。猶太人引入新的思路，方法和技巧，對奥斯曼帝國貢獻良多，在他統治下也享受一段文化蓬勃發展的時期。

## 晚年
在1509年9月14日，君士坦丁堡被地震破壞。巴耶塞特的晚年發生了塞利姆和艾哈邁德的王位鬥爭。艾哈邁德是塞利姆的哥哥，他打敗了卡拉曼（Karaman）的土耳其人和他們在小亞細亞的薩非王朝盟友，正在凱旋返回君士坦丁堡途中。塞利姆害怕他的自身安全受到威脅，於是在色雷斯起兵反叛，兵敗後逃到克米亞（1511年）。這時候巴耶塞特又擔心艾哈邁德可能會殺害自己而奪位，所以他禁止艾哈邁德進入君士坦丁堡。
這時，塞利姆由克里米亞回來，他得到禁衛軍的支持，打敗及殺死了艾哈邁德。巴耶塞特在1512年4月24日遭禁衛軍強迫退位，此為禁衛軍決定蘇丹人選之始。巴耶塞特離開首都，前往出生地方隱居，卻於途中去世，死後葬於今伊斯坦堡的巴耶塞特二世清真寺旁。